# Reck
Reck er en øvelse i herrernes redskabsgymnastik. Gymnasten skal udføre forskellige momenter og afslutter typisk med et større antal rotationer inden landingen. Øvelsen bedømmes på en skala, hvor den højeste mulige karakter er 10 point for udførelse plus et antal point for øvelsens samlede sværhedsgrad.
Recken er 2,80 meter høj målt fra gulvet, 2,40 meter bred og stangen er 28 mm i diameter. Den er typisk lavet af rustfrit stål.